# Stargard Osiedle
Stargard Osiedle – nieistniejący już przystanek kolejowy w Stargardzie, w województwie zachodniopomorskim, w Polsce, przy linii kolejowej nr 411 (obecnie jedynie ruch towarowy).
Wybudowany został w 1948 roku, nosił wtedy nazwę Osada Pyrzycka.
Przystanek ten zamknięto 1 kwietnia 2004 roku.